# Vogtlands voetbalkampioenschap 1929/30
In 1929/30 werd het vijftiende Vogtlands voetbalkampioenschap gespeeld, dat georganiseerd werd door de Midden-Duitse voetbalbond. 
1. VFC Plauen werd kampioen en plaatste zich voor de Midden-Duitse eindronde. De club verloor van SV 08 Steinach

## Gauliga
| Plaats | Club                       | Wed. | W  | G | V  | Saldo | Ptn.  |
| ------ | -------------------------- | ---- | -- | - | -- | ----- | ----- |
| 1.     | 1.Vogtländischer FC Plauen | 16   | 13 | 2 | 1  | 55:17 | 28:4  |
| 2.     | Plauener SuBC 1905         | 16   | 11 | 4 | 1  | 58:22 | 26:6  |
| 3.     | VfB Plauen                 | 16   | 9  | 2 | 5  | 33:28 | 20:12 |
| 4.     | SC 1909 Markneukirchen     | 16   | 8  | 2 | 6  | 39:35 | 18:14 |
| 5.     | SV Konkordia 1905 Plauen   | 16   | 7  | 1 | 8  | 49:43 | 15:17 |
| 6.     | Elsterberger BC 1912       | 16   | 6  | 2 | 8  | 40:44 | 14:18 |
| 7.     | SpVgg 1909 Plauen          | 16   | 4  | 0 | 12 | 27:53 | 8:24  |
| 8.     | VfR 1919 Plauen            | 16   | 3  | 2 | 11 | 26:58 | 8:24  |
| 9.     | SC Merkur Oelsnitz         | 16   | 2  | 3 | 11 | 32:59 | 7:25  |

|  | Kampioen, geplaatst voor Midden-Duitse eindronde |